# Auxilium Pallacanestro Torino 1979-1980
La Auxilium nel 1979-1980, sponsorizzata Grimaldi, ha giocato in Serie A1 piazzandosi al settimo posto nella stagione regolare e raggiungendo i quarti di finale ai playoff.

## Roster
|    | Naz.                   | Ruolo | Sportivo              | Anno | Alt. | Peso | Note |
| -- | ---------------------- | ----- | --------------------- | ---- | ---- | ---- | ---- |
|    | Italia (bandiera)      | A     | Sergio Rizzi          | 1956 | 204  |      |      |
| 6  | Italia (bandiera)      | G     | Giuseppe Brumatti     | 1948 | 190  |      |      |
| 8  | Italia (bandiera)      | P     | Maurizio Benatti      | 1955 | 183  |      |      |
|    | Italia (bandiera)      | P     | Ferruccio Della Valle | 1958 |      |      |      |
| 10 | Italia (bandiera)      | P     | Biagio Fioretti       | 1958 | 204  | 87   |      |
|    | Italia (bandiera)      |       | Nereo Magret          |      |      |      |      |
|    | Italia (bandiera)      | P     | Carlo Fabbricatore    | 1958 |      |      |      |
| 12 | Stati Uniti (bandiera) | C     | John Grochowalski     | 1952 | 204  | 94   |      |
| 14 | Italia (bandiera)      | A     | Romeo Sacchetti       | 1953 | 199  | 112  |      |
|    | Stati Uniti (bandiera) | C     | Butch Taylor          | 1951 | 208  |      |      |
|    | Italia (bandiera)      |       | Paolo Arucci          | 1960 |      |      |      |

### Staff tecnico
Capo allenatore: Alessandro Gamba

## Risultati
- Serie A1:
- stagione regolare: 7ª classificata;
- play off: quarti di finale